# Пам'ятник Катерині II (Цербст)
Пам'ятник імператриці Катерині II (нім. das Katharina-Denkmal) роботи скульптора Михайла Переяславця відлито у 2009. У свій час він був виставлений в Москві на території Студії військових художників імені М. Б. Грекова.  У квітні 2010 подарований місту Цербст — батьківщині Катерини.
Юна Катерина зображена в імператорській короні. Поруч із пам'ятником знаходиться замок Цербст, який належав родині Софії Августи Фредеріки і де вона жила в 1742-1744 .
Встановити пам'ятник запропонувало у 1996 Міжнародне історичне товариство «Катерина II» у Цербсті та Російське дворянське товариство. Російська сторона взяла на себе витрати, пов'язані з виготовленням та транспортуванням пам'ятника. Урочисте відкриття 4,7-метрового бронзового монумента відбулося 9 липня 2010.